# Centropyge interrupta
Centropyge interrupta е вид бодлоперка от семейство Pomacanthidae. Видът не е застрашен от изчезване.

## Разпространение и местообитание
Разпространен е в Малки далечни острови на САЩ (Мидуей), САЩ (Хавайски острови) и Япония (Бонински острови).
Обитава крайбрежията на океани, морета и рифове. Среща се на дълбочина от 12 до 23 m, при температура на водата от 22,9 до 23,7 °C и соленост 34,8 – 35,1 ‰.

## Описание
На дължина достигат до 15 cm.
Популацията на вида е стабилна.